# Ed Gayda
Edward C. Gayda, detto Ed (11 maggio 1927 – 11 dicembre 2021), è stato un cestista statunitense, professionista nella NBA.

## Carriera
Venne selezionato dai Tri-Cities Blackhawks al secondo giro del Draft NBA 1950 (15ª scelta assoluta).